# Фараго, Клара
Клара Фараго (венг. Faragó Klára; ур. Фридман (венг. Friedmann); 6 октября, 1905 — ноябрь 1944, Будапешт) — венгерская шахматистка, участница чемпионата мира по шахматам среди женщин (1937).

## Биография
Родилась в многодетной семье, которая переехала в Венгрию из Трансильвании. Год проучилась в Грацском университете, потом окончила факультет права в Будапештском университете и работала в департаменте дорог Венгрии.
В 1920-х и в 1930-х годах была одной из ведущих шахматисток Венгрии. Член шахматного клуба Будапешта, ученица венгерского мастера Арпада Вайды. В 1926 году приняла участие в женском шахматном турнире неофициальной шахматной олимпиады, где в конкуренции восьми участниц заняла 4-е место. В 1936 году участвовала в международном турнире среди женщин по шахматам в австрийском городе Земмеринг, где заняла 10-е место. В октябре того же года сыграла матч с австрийской шахматисткой Гизелой Гарум и проиграла со счетом 1:3. В 1937 году в Стокгольме Клара Фараго приняла участие в турнире за звание чемпионки мира по шахматам, где поделила 10-е — 16-е место.
Погибла во время Второй мировой войны.